# Lake Rotorua (Canterbury)
Der Lake Rotorua ist ein See im Kaikoura District der Region Canterbury auf der Südinsel von Neuseeland.

## Geographie
Der Lake Rotorua befindet sich rund 2,57 km nördlich der Mündung des Kahutara River in den Pazifischen Ozean und rund 4 km westnordwestlich der Mündung des Kowhai River ebenfalls in den besagten Ozean. Kaikoura, Verwaltungssitz des Kaikoura District ist rund 7,2 km östlich an der Küste zu finden. Der See, der über keine erkennbaren Zu- oder Abflüsse verfügt, besitzt eine Flächenausdehnung von 45,6 Hektar und einen Seeumfang von rund 5,28 km. Eine andere Quelle gibt eine Fläche von 43 Hektar an. Der Lake Rotorua erstreckt sich über eine Länge von rund 1,33 km in Nord-Süd-Richtung und misst an seiner breitesten Stelle rund 450 m in Ost-West-Richtung. Ein rund 350 m langer und bis zu 220 m breiter Seitenarm erstreckt sich an der östlichen Seite des Sees in einer Nordwest-Südost-Richtung.